# Elizabeth Eastlake
Elizabeth Eastlake (17. listopadu 1809 – 2. října 1893), roz. Rigby, byla britská historička umění, literární kritička, kreslířka a cestovatelka.
Elizabeth se narodila do středostavovské rodiny, otec později zemřel a matka se znovu provdala. Už od raného dětství se Elizabeth ráda věnovala kreslení, bavilo ji poznávání odlišných kultur a čtení, dostalo se jí vynikajícího vzdělání v oblasti dějin umění a literatury. Když v rané dospělosti onemocněla plicní chorobou, odjela na léčení do Švýcarska a pak procestovala i Německo a Pobaltí, o němž napsala cestopis. Elizabeth se nepodařilo najít muže, s nímž by založila rodinu, takže se zaměřila na svou kariéru. Dlouhodobě přispívala do konzervativního literárně kritického časopisu The Quarterly Review a navázala blízké přátelství s tehdejším šéfredaktorem tohoto časopisu Johnem Gibsonem Lockhartem. Roku 1849 se provdala za Charlese Eastlakea, který se později stal prvním ředitelem londýnské Národní galerie. Během svého dlouhého života se sblížila s řadou slavných viktoriánů, například se spisovatelem Charlesem Dickensem a Effie Ruskinovou, ženou malíře Johna Ruskina.
Elizabeth vystupuje jako filmová hrdinka ve snímku „Effie“, kde ji hraje Emma Thompson, a jako literární hrdinka v románě „Smrt Múz“ Marie Michlové (Torst, 2012).

## Digitalizovaná díla
- A Residence on the Shores of the Baltic (1841)
- Vanity Fair--and Jane Eyre práce pro Quarterly Review (1848)
- Music and The Art of Dress, dva eseje z Quarterly Review (1852)
- 60 kreseb nakreslených Elizabeth Rigby Tate Gallery